# Metropolia Santa Cruz de la Sierra
Metropolia Santa Cruz de la Sierra – metropolia rzymskokatolicka w Boliwii utworzona 30 czerwca 1975.

## Diecezje wchodzące w skład metropolii
- Archidiecezja Santa Cruz de la Sierra
  - Diecezja San Ignacio de Velasco

## Biskupi
- Metropolita: abp Sergio Gualberti (od 2013) (Santa Cruz)

## Główne świątynie
- Bazylika metropolitalna św. Wawrzyńca w Santa Cruz
- Katedra św. Ignacego w San Ignacio de Velasco